# Щербак (Донецкая область)
Щербак (укр. Щербак) — село на Украине, находится в Новоазовском районе Донецкой области. Под контролем самопровозглашённой Донецкой Народной Республики.

## География
К востоку от населённого пункта проходит граница между Украиной и Россией.

#### Соседние населённые пункты по странам света
С: Ковское, Самойлово, Клинкино
СЗ: Самсоново, Витава, Хомутово, Бессарабка
СВ: Кузнецы
З: Седово-Василевка, Розы Люксембург
В: —
ЮЗ: Маркино
ЮЮВ: Максимов (Российская Федерация)
Ю: Холодное

## Население
Население по переписи 2001 года составляло 177 человек.

## Общие сведения
Код КОАТУУ — 1423686607. Почтовый индекс — 87630. Телефонный код — 6296.

## История
27 августа 2014 года сепаратисты ДНР  установили контроль над населенным пунктом

## Адрес местного совета
87630, Донецкая область, Новоазовский район, с. Самойлово, ул. 60 лет Октября, 72